# كارينا غونزاليس
كارينا غونزاليس (بالإسبانية: Karina González)‏ هي عارضة مكسيكية، ولدت في 28 مارس 1991 في مدينة أغواسكاليينتس في المكسيك.